# Santiago Mamalhuazuca
Santiago Mamalhuazaca är en ort i kommunen Ozumba i delstaten Mexiko i Mexiko. Samhället hade 2 342 invånare vid folkräkningen 2020.